# Conflitto di frontiera sino-sovietico
Con l'espressione conflitto di confine sino-sovietico si indicano una serie di scontri armati e diplomatici intercorsi senza formale dichiarazione di guerra tra Cina e Unione Sovietica tra marzo e settembre 1969 lungo il confine sino-sovietico della Manciuria.

## Contesto storico

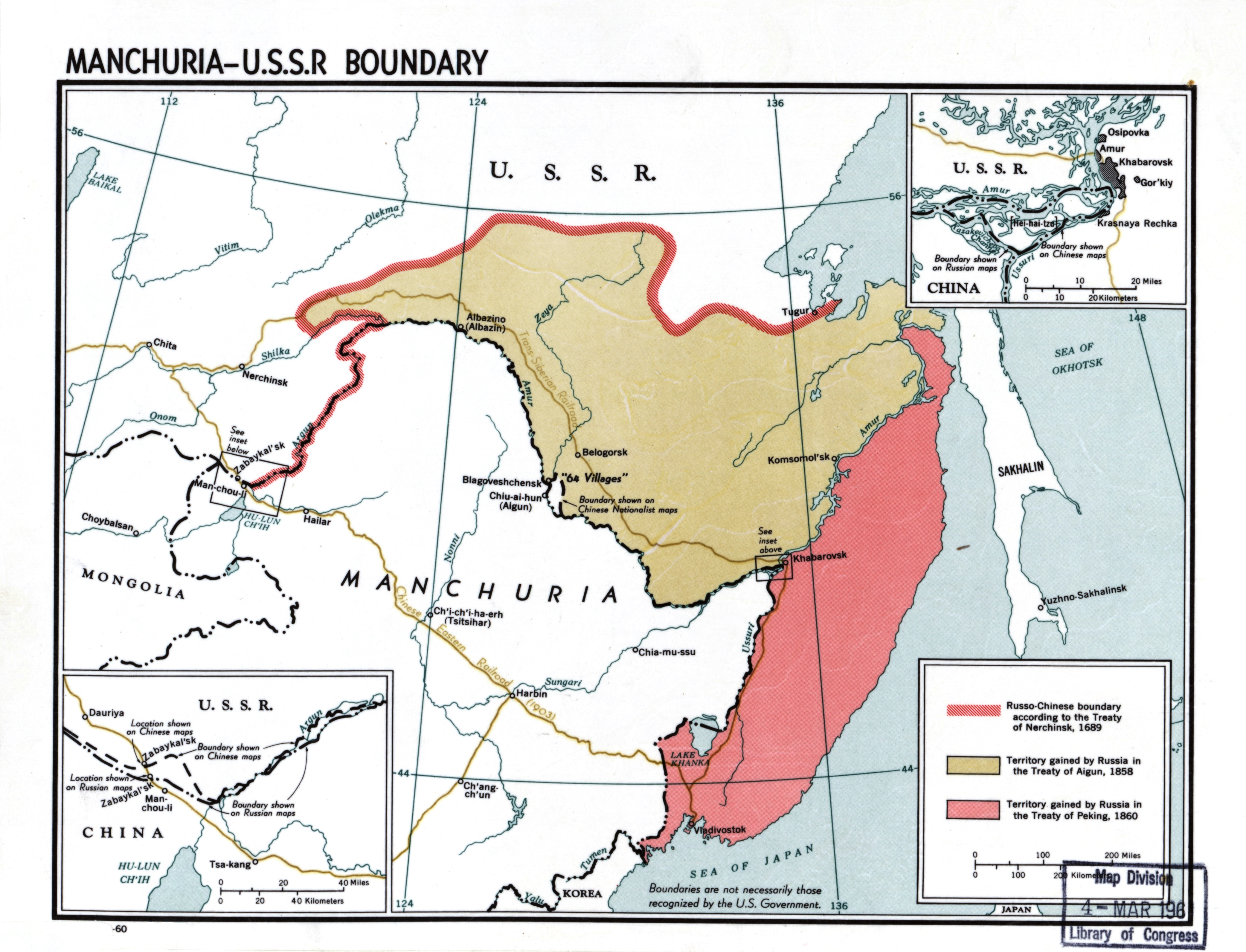
Territori della Manciuria ottenuti dall'Impero russo tra il 1858 e il 1860

In seguito al trattato di Aigun del 1858 e alla convenzione di Pechino del 1860 l'Impero russo acquisì i territori cinesi a est dei fiumi Ussuri e Amur corrispondenti alla Manciuria Esterna, ponendo il confine in corrispondenza dei due corsi d'acqua. L'Impero russo considerava il confine sulla riva cinese, mentre l'Impero cinese lo poneva sul talweg.
Durante la sua ascesa, il Partito Comunista Cinese ricevette notevole supporto da Stalin sia durante la lotta contro l'occupazione giapponese sia durante la rivoluzione comunista. Il 14 febbraio 1950 Unione Sovietica e Cina firmarono il trattato sino-sovietico di amicizia, alleanza e mutua assistenza, nel quale le parti si impegnavano a consultarsi su questioni internazionali rilevanti, a sviluppare e rafforzare legami economici e culturali e a fornirsi assistenza nel caso una delle nazioni venisse attaccata dal Giappone o un suo alleato. Negli anni successivi migliaia di specialisti sovietici inviati in Cina, ai tempi un paese prevalentemente agricolo, posero le basi della nuova industria locale. L'Unione Sovietica fornì un prestito da 300 milioni di dollari alla Repubblica Popolare Cinese, inviò istruttori militari e addestrò 15 000 militari cinesi nelle proprie strutture e, a partire dal 1957, fornì assistenza nello sviluppo del programma nucleare cinese.

### Deterioramento delle relazioni sino-sovietiche
In seguito alla morte di Stalin avvenuta nel 1953 e dell'avvio del processo di destalinizzazione promosso da Nikita Chruščëv, della coesistenza pacifica e delle critiche mosse al grande balzo in avanti, le relazioni tra Cina e URSS si deteriorarono rapidamente, con la prima che accusò la seconda di essere revisionista e socialimperialista e la seconda che accusò la prima di essere nazionalista e antimarxista. Nel 1958 l'Unione Sovietica si rifiutò di fornire assistenza nello sviluppo di una nuova classe di sottomarini proponendo alla Cina di attivare una flotta congiunta e nel 1959 ritirò l'assistenza al programma nucleare; il 18 luglio 1960 il governo sovietico informò Pechino che tutti i propri specialisti sarebbero stati ritirati dalla Cina; entro la fine di agosto tutto il personale civile e militare aveva lasciato la Repubblica Popolare Cinese.
A fine febbraio 1964 una delegazione sovietica si recò a Pechino per avviare una negoziazione sul confine, nella quale le parti si accordarono di stabilire univocamente il confine sul talweg, portando la Cina ad acquisire oltre 400 isole tra cui Zhēnbǎo, conosciuta anche con il nome russo di Damansky, ma l'accordo non venne firmato in quanto l'Unione Sovietica richiedeva di definire anche una situazione analoga nei pressi di Chabarovsk. Le negoziazioni si interruppero nel luglio dello stesso anno.
Un'altra minaccia percepita dalla Cina risiedeva nella dottrina Brežnev, che dichiarava il diritto dell'Unione Sovietica e dei suoi alleati di intervenire in paesi socialisti per rovesciare qualunque governo divergesse dalle posizioni del Cremlino e con la quale venne giustificata l'invasione della Cecoslovacchia da parte del Patto di Varsavia: Mao vedeva questa politica come giustificazione per un intervento militare in Cina e per questo lanciò una massiccia campagna di propaganda condannando l'invasione, seppur egli stesso definì "revisionista" la primavera di Praga. Il 23 agosto 1968 il primo ministro cinese Zhou Enlai definì, in un intervento presso l'ambasciata rumena, “fasciste” le politiche intraprese dall'Unione Sovietica.

## Il conflitto

### Antefatti
Nel 1969 l'Unione Sovietica poteva disporre di almeno 27 divisioni, di cui la metà pronta ad entrare in combattimento, in prossimità del confine cinese contro le 14, di cui solo 2 immediatamente mobilitabili, di cui disponeva nel 1965. La Repubblica Popolare Cinese disponeva di 59 divisioni non motorizzate e dotate esclusivamente di armi leggere; al contrario, le forze sovietiche disponevano di un gran numero di veicoli trasporto truppe e carri armati, artiglieria superiore, aerei ed elicotteri. Sin dal suo insediamento, Mao enfatizzò la superiorità degli uomini contro le armi, reclamando che gli armamenti non erano un fattore tanto decisivo quanto la superiorità numerica.
Episodi di violazione del confine sino-sovietico erano comuni e si risolvevano prevalentemente disperdendo le pattuglie tramite l'uso di bastoni o idranti; il 5 gennaio 1968 quattro cinesi persero la vita travolti da veicoli sovietici sull'isola di Qiliqin (Kirkinsky in russo) in uno di questi episodi. In seguito a questo incidente le forze armate cinesi ricevettero istruzione di pianificare un attacco che si sarebbe dovuto tenere presso l'isola di Zhēnbǎo, che si trovava in posizione strategica rispetto ad altri isolotti circostanti: si trova infatti a circa 400 metri dalla riva sovietica e circa 100 dalla riva cinese, che gode di elevazione maggiore rispetto al territorio russo, ed era più vicina ad un posto di guardia cinese rispetto a uno sovietico; inoltre l'isola era stata assegnata alla Cina nei colloqui del 1964 che tuttavia non concretizzarono la delineazione del confine.

### Scontri sul confine

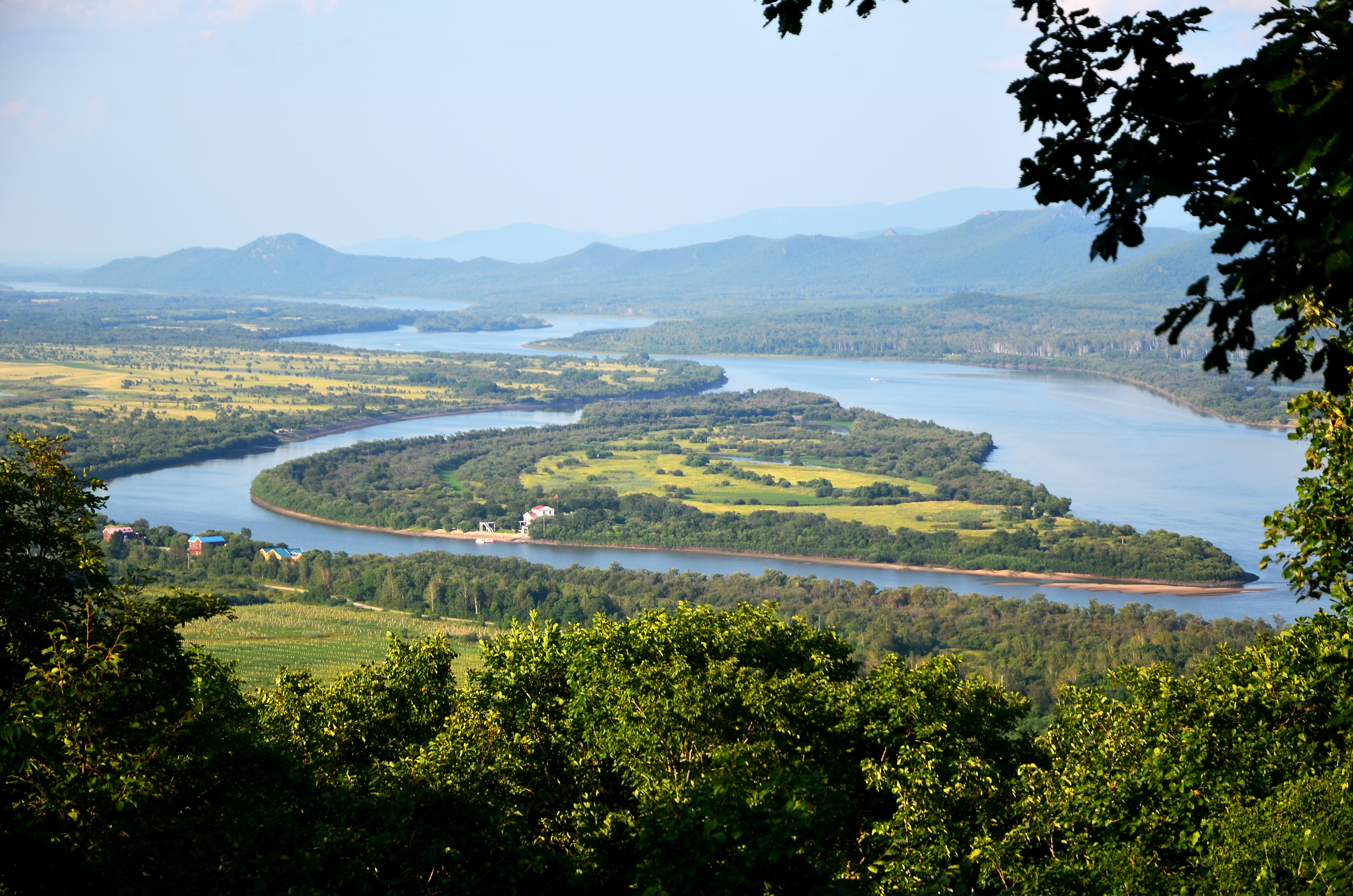
L'isola Zhēnbǎo Dǎo ripresa dalla riva cinese

La notte tra l'1 e il 2 marzo 1969 circa 300 militari cinesi si accamparono davanti a Zhēnbǎo. Intorno alle 11 del 2 marzo un gruppo di 20-30 guardie di frontiera cinesi attraversò l'Ussuri ghiacciato, e un gruppo di guardie di frontiera sovietiche comandato dal tenente anziano Ivan Strelnikov venne inviato a respingere i cinesi, che aprirono il fuoco contro i sovietici. Nelle due ore di combattimento che seguirono i sovietici, che vennero rinforzati da uomini e APC provenienti da posti di guardia vicini, subirono 32 morti e 14 feriti a fronte di 248 morti cinesi, che vennero accerchiati dagli uomini e dai blindati del tenente Bubenin giunti in aiuto.
In seguito allo scontro a fuoco entrambe le parti accusarono l'avversario di avere dato luogo a una grave provocazione; sia in Cina che in Unione Sovietica sfociarono proteste, localizzate in particolare davanti alle rispettive ambasciate; la stampa cinese riportò che i manifestanti a Mosca assaltarono e aggredirono personale dell'ambasciata cinese.
Il 15 marzo avvenne un altro scontro con un massiccio dispiegamento di uomini e armi pesanti: circa 2 000 cinesi affrontarono due distaccamenti di guardie di frontiera sovietiche che vennero supportati da almeno 50 tra APC e carri armati, tra cui 4 T-62 e 11 BTR-60, e da fuoco di artiglieria; per la prima volta il BM-21 venne impiegato in azioni di combattimento. I sovietici disponevano di nove T-62 ma a causa della mancata regolazione della frequenza delle radio solo quattro raggiunsero la zona dei combattimenti mentre gli altri cinque rimasero distanti in attesa di ordini. Il T-62 che apriva la colonna venne colpito sul lato sinistro da RPG-2 cinesi e venne messo fuori combattimento causando la morte del colonnello Leonov, comandante del 57º distaccamento delle guardie di frontiera, che si trovava a bordo. Intorno alle ore 17 i sovietici compirono un bombardamento di artiglieria oltre il confine cinese. Quando la notte tra il 15 e il 16 marzo ricognitori sovietici si recarono sull'isola per recuperare i corpi dei caduti e sabotare il T-62 rilevarono che i cinesi avevano prelevato parte del suo sistema di puntamento e alcune munizioni, che all'epoca erano coperti da segreto militare. Altri tentativi di distruzione o recupero del T-62 vennero ostacolati dai cinesi.
In questi scontri i sovietici persero 58 uomini, 32 il 2 marzo e 26 il 15 marzo, di cui 49 guardie di frontiera e 9 dell'esercito, e registrarono 94 feriti. Il numero di vittime e feriti cinesi è ignoto: fonti sovietiche riportano 248 cinesi morti il 2 marzo e tra 500 e il migliaio complessivamente, mentre fonti cinesi riportano 68 morti. L'attacco cinese del 2 marzo venne pensato come deterrente contro la minaccia sovietica, che dopo le tensioni crescenti lungo il confine e l'invasione della Cecoslovacchia iniziò ad ammassare reparti in prossimità del confine sino-sovietico. Con un attacco localizzato Mao intendeva mostrare il coraggio e la forza della Cina lasciando intendere che qualunque aggressione sarebbe stata contrastata.

### Relazioni diplomatiche
Il 17 marzo 1969 Brežnev convocò una seduta di emergenza del Patto di Varsavia con lo scopo di condannare all'unanimità le azioni della Cina. Ceaușescu tuttavia rifiutò di sottoscrivere questa condanna in quanto la Romania nutriva buone relazioni con la Repubblica Popolare Cinese mentre quelle con l'Unione Sovietica si deteriorarono a partire dall'invasione della Cecoslovacchia. Il giorno seguente, ad un incontro con le delegazioni di 66 partiti comunisti da tutto il pianeta, una mozione sovietica di condanna delle azioni cinesi fu respinta, oltre che dalla Romania, dai delegati di Austria, Svizzera, Spagna e India che supportavano la tesi secondo la quale l'attacco fu lanciato dall'URSS.

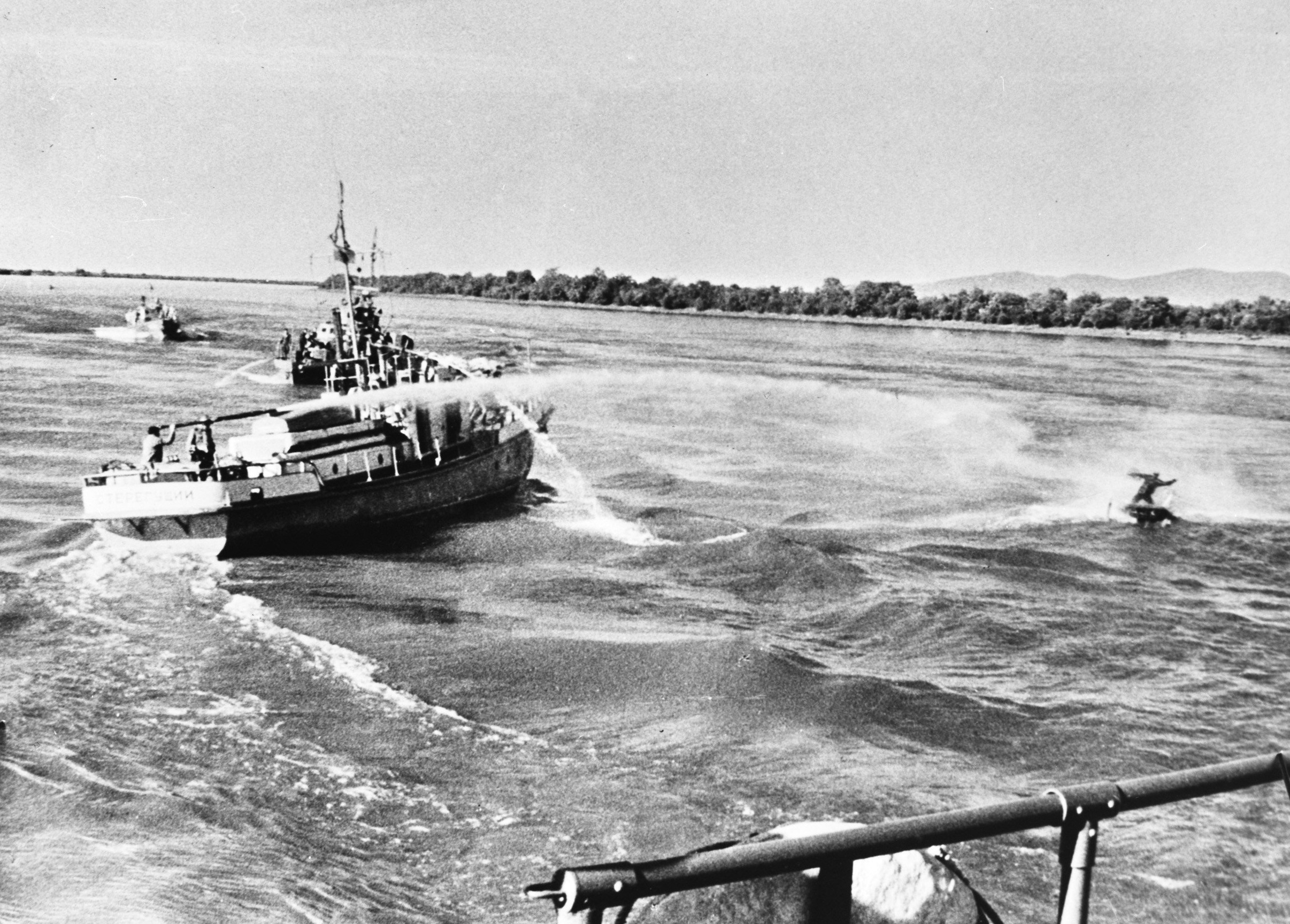
Un'imbarcazione sovietica usa i suoi cannoni ad acqua contro alcuni pescatori cinesi sull'Ussuri il 6 maggio 1969

Il 21 marzo il premier sovietico Aleksej Kosygin provò a telefonare a Mao per aprire dei colloqui sul cessate il fuoco ma l'operatore cinese rifiutò di inoltrare la chiamata apostrofando Kosygin come “elemento revisionista”; Kosygin contattò l'ambasciata sovietica a Pechino istruendola di contattare il ministero degli esteri ma il governo cinese rifiutò i contatti. Il 29 marzo, con una nota ufficiale, l'Unione Sovietica chiese a Pechino di riaprire i colloqui sulla determinazione del confine iniziati nel 1964 senza però ricevere risposta e un'altra richiesta dell'11 aprile ricevette risposta dopo due settimane.
Allo stesso tempo Mosca iniziò a rimarcare le proprie capacità nucleari sia nelle comunicazioni inviate a Pechino sia nella propaganda, che in patria elogiava le forze missilistiche sovietiche e la potenza e affidabilità del proprio equipaggiamento mentre in Cina venivano trasmessi messaggi radio in mandarino nel quale si reclamava che la Cina non disponeva di mezzi adatti a sostenere una guerra nucleare; effettivamente la Repubblica Popolare Cinese lanciò la sua prima bomba atomica nel 1964 ma disponeva di un numero limitato di missili in grado di trasportare testate nucleari e gli unici aerei in grado di trasportare armi atomiche erano quelli le cui licenze furono vendute dall'Unione Sovietica alla Cina negli anni '50.
In una risposta cinese fatta pervenire il 24 maggio, un mese dopo la fine del IX Congresso nazionale del Partito Comunista Cinese che si aprì il 1º aprile, il governo cinese si manifestò interessato ad avviare colloqui di pace alla condizione che l'Unione Sovietica riconoscesse come iniqui tutti i trattati che regolavano il confine sino-sovietico. Diverse settimane dopo l'Unione Sovietica rispose che le condizioni non erano favorevoli per creare un'atmosfera di dialogo.
In seguito a due mesi di relativa tranquillità, i sovietici accusarono la Cina di avere violato per altre 488 volte il confine tra giugno e agosto 1969 mentre i cinesi accusarono i sovietici di 429 incidenti lungo la frontiera in giugno e luglio. L'incidente più grave occorse sul confine occidentale tra Cina e RSS Kazaka quando il 13 agosto un gruppo di soldati cinesi in procinto di violare il confine venne attaccato da guardie di frontiera sovietiche con APC ed elicotteri, lasciando sul campo 28 cinesi e 2 sovietici morti.
Il 27 agosto Richard Helms, direttore della CIA, riferì alla stampa di un possibile piano del Patto di Varsavia per attaccare e neutralizzare le installazioni del programma nucleare cinese. I cinesi, già consapevoli di una minaccia sovietica ma messi in allarme dalle dichiarazioni rilasciate dalla CIA, organizzarono un piano di evacuazione di massa e di dispersione delle industrie strategiche fuori dalle grandi città e istruirono la popolazione delle città principali di preparare rifugi antiaerei. Secondo la CIA la Repubblica Popolare Cinese disponeva al tempo di meno di 10 missili a medio raggio DF-2 e di pochi bombardieri strategici e l'intero arsenale nucleare sarebbe stato distrutto facilmente da un nemico preparato a causa della scarsità di risorse e infrastrutture a disposizione. Se i cinesi temevano seriamente un attacco nucleare, i sovietici erano preoccupati dalla superiorità numerica cinese: secondo Arkady Ševčenko, capo della missione sovietica al Consiglio di sicurezza delle Nazioni Unite che nel 1978 disertò rifugiandosi negli Stati Uniti, un'incursione di massa cinese avrebbe minacciato centri strategici come Vladivostok, Chabarovsk e Blagoveščensk.
Al funerale di Ho Chi Min tenutosi il 6 settembre ad Hanoi Kosygin chiese alle autorità nordvietnamite di fare da intermediari per proporre al governo cinese di avviare dei colloqui per risolvere la disputa. Il 10 settembre, mentre Kosygin si trovava in India di ritorno da Hanoi dal momento che al suo aereo fu negato l'accesso allo spazio aereo cinese, Mao rispose positivamente alle proposte sovietiche e l'11 Kosygin e Zhou si incontrarono nell'aeroporto di Pechino, accordandosi di cessare le provocazioni reciproche e promettendo che le proprie forze armate non avrebbero aperto il fuoco contro le altre. Il 18 settembre Zhou inviò una lettera nella quale recepiva quanto concordato una settimana prima. Il 26 settembre Kosygin rispose a Zhou proponendo di avviare negoziati formali in ottobre. La settimana prima dei negoziati, previsti per il 20 ottobre, Mao ordinò ai massimi esponenti politici, militari e civili di abbandonare Pechino nel timore di un possibile attacco nucleare sovietico nei giorni immediatamente precedenti all'avvio dei negoziati; Lin Biao, ministro della difesa, ordinò di disperdere e proteggere gli armamenti pesanti nelle regioni del nord e di velocizzare la produzione di armi anticarro; inoltre mise in allarme le forze strategiche, mettendo in allerta per la prima e unica volta gli armamenti nucleari cinesi. Con l'incontro del 20 ottobre si raggiunse l'accordo di rivedere la localizzazione del confine.

### La posizione degli Stati Uniti
Gli Stati Uniti rimasero neutrali fino al punto in cui la minaccia nucleare sovietica si fece concreta. A partire dalla de-escalation del 1968 nella guerra del Vietnam la Cina iniziò a considerare gli Stati Uniti come non interessati all'espansione in Asia e a ritenere più pericolosa la minaccia sovietica, avviando quindi un processo di distensione con gli USA. La posizione americana cambiò quando in ottobre la minaccia nucleare incrementò a tal punto da costringere Nixon a minacciare rappresaglie contro 130 città sovietiche nel caso di un eventuale attacco nucleare. Nixon, che vedeva nell'Unione Sovietica la principale minaccia, temeva anche che gli effetti di una guerra nucleare si sarebbero ripercossi sulle proprie truppe impiegate nel Sud-est asiatico.

## Le conseguenze
Il 23 settembre 1969 la Cina condusse il suo primo test nucleare sotterraneo seguito da un secondo il 29, entrambi annunciati solo ad ottobre.
Il 16 maggio 1991 Cina e Unione Sovietica firmarono un accordo che demarcava quasi completamente, ad eccezione delle isole Bol'šoj Ussurijskij e Tarabarov nell'Amur, Abagaitu nell'Argun' e circa 40 isole nell'Ussuri, i 4300 km di confine posizionando il confine in corrispondenza del talweg e che riconosceva la giurisdizione della Cina sull'isola di Zhēnbǎo. Secondo lo storico russo Tkačenko, con gli accordi del 1991, la Cina guadagnò il controllo di 720 km² e 700 isole.
Il 3 settembre 1994 un accordo relativo al confine occidentale riordinò 55 km di confine precedentemente contesi tra Cina, Russia e Kazakistan.
Con un ulteriore accordo firmato nel 2004 la Russia cedette alla Cina le isole Tarabarov, Abagaitu e altri isolotti adiacenti e la parte occidentale di Bol'šoj Ussurijskij. La cessione venne ratificata nel 2008 dopo che gli anni precedenti vennero trascorsi delimitando con esattezza il nuovo confine.

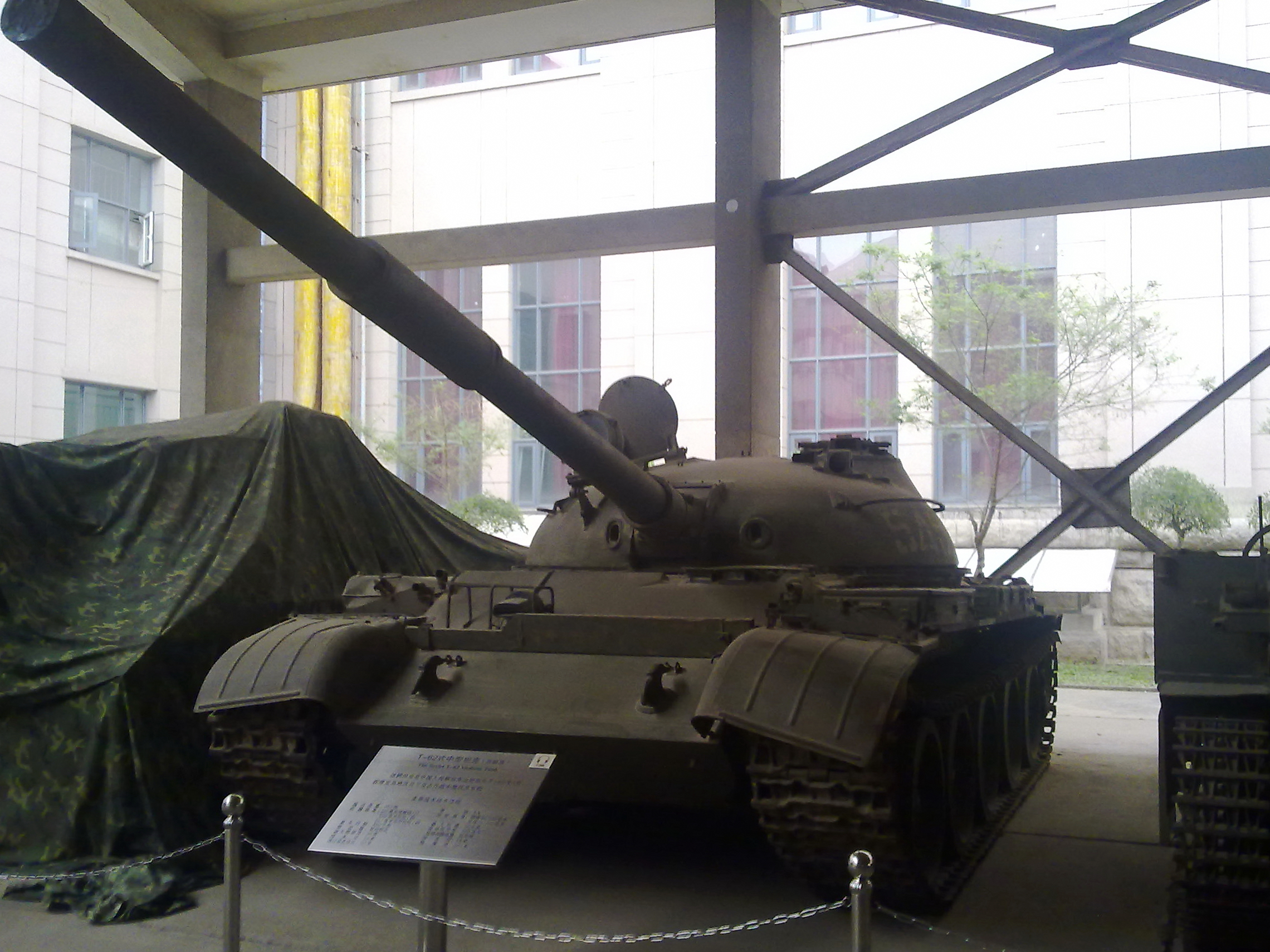
Il T-62 catturato dai cinesi il 15 marzo 1969 esposto al Museo Militare della Rivoluzione Popolare Cinese

Un T-62 messo fuori servizio venne recuperato dai cinesi semiaffondato in aprile dopo che diversi tentativi sovietici di recuperarlo o distruggerlo vennero respinti; il mezzo venne utilizzato per lo sviluppo del Type 69 e del prototipo WZ-122A, un tentativo cinese di produrre localmente il T-62. In seguito alla perdita del veicolo venne deliberato dall'Unione Sovietica di esportare il mezzo in Medio Oriente: la decisione dipese anche dal fatto che alcuni funzionari sovietici vedevano il T-62 come veicolo di transizione in attesa dell'immissione in servizio di un numero cospicuo di T-64, le cui consegne erano in ritardo rispetto al previsto, e in seguito all'acquisizione cinese di segreti militari ritenevano necessario focalizzarsi sul T-72 per modernizzare il parco corazzato sovietico. I primi T-62 ad essere esportati furono venduti all'Egitto nel 1971 e il mezzo catturato a Zhēnbǎo è tuttora esposto al Museo Militare della Rivoluzione Popolare Cinese di Pechino.